# 粉红杜鹃
粉红杜鹃（学名：Rhododendron oreodoxa var. fargesii）为杜鹃花科杜鵑花屬下的一个变种。